# طواف آسيا للدراجات 2007–08
طواف آسيا للدراجات 2007–08 (بالإنجليزية: 2007–08 UCI Asia Tour) هو الموسم الرابع من طواف آسيا للدراجات، بدأ الموسم بسباق كأس اليابان للدراجات في 28 أكتوبر، فاز بالمركز الأول حسين عسكري، وبالمركز الثاني قادر مزباني، وبالمركز الثالث Hossein Nateghi ‏.

## السباقات
| طواف آسيا للدراجات        | طواف آسيا للدراجات | طواف آسيا للدراجات       | طواف آسيا للدراجات                | طواف آسيا للدراجات      | طواف آسيا للدراجات | طواف آسيا للدراجات       | طواف آسيا للدراجات |
| التاريخ                   | #                  | البلد                    | السباق                            | الفائز                  | الثاني             | الثالث                   |                    |
| ------------------------- | ------------------ | ------------------------ | --------------------------------- | ----------------------- | ------------------ | ------------------------ | ------------------ |
| 28 أكتوبر                 | 1                  | اليابان                  | كأس اليابان للدراجات              | مانويل موري             | فابيان فيجمان      | فرانسيسكو جافازي         |                    |
| 03 – 10 نوفمبر 2007       | 2                  | جمهورية الصين الشعبية    | طواف هاينان                       | Robert Radosz ‏          | رومان كيلموف       | Pascal Hungerbühler ‏     |                    |
| 11 نوفمبر                 | 3                  | اليابان                  | طواف أوكيناوا                     | تاكاشي ميازاوا          | كازوهيرو موري      | يوكيا أراشيرو            |                    |
| 16 – 21 ديسمبر 2007       | 4                  | تايلاند                  | طواف تايلاند                      | أحد كاظمي               | Tonton Susanto ‏    | Hossein Jahanbanian ‏     |                    |
| 23 – 30 ديسمبر 2007       | 5                  | جمهورية الصين الشعبية    | طواف بحر الصين الجنوبي            | تانغ وانغ يب            | Kong Tsui ‏         | جاكوب نيلسن              |                    |
| 07 – 13 يناير 2008        | 6                  | ماليزيا                  | طواف ماليزيا                      | Tonton Susanto ‏         | قادر مزباني        | فريدريك يوهانسون         |                    |
| 26 يناير                  | 7                  | الإمارات العربية المتحدة | H. H. Vice-President's Cup        | بدر محمد مرزا بني حماد ‏ | أحمد محمد علي      | عادل جلول                |                    |
| 27 يناير – 01 فبراير 2008 | 8                  | قطر                      | طواف قطر                          | توم بونن                | ستيفن دي جونغ      | جريج فان أفرمت           |                    |
| 09 – 17 فبراير 2008       | 9                  | ماليزيا                  | طواف لانكاوي                      | رسلان ايفانوف           | Matthieu Sprick ‏   | غوستافو سيزار            |                    |
| 21 – 24 فبراير 2008       | 10                 | الإمارات العربية المتحدة | Umm Al Quwain Race                | حسين عسكري              | يوسف مرزا بني حماد | Roman Broniš ‏            |                    |
| 02 – 07 مارس 2008         | 11                 | إيران                    | Taftan Tour                       | Hossein Nateghi ‏        | حسين علي زاده      | Vahid Ghaffari ‏          |                    |
| 09 – 16 مارس 2008         | 12                 | تايوان                   | طواف تايوان                       | جون ميرفي               | شون ميلن           | تاكاشي ميازاوا           |                    |
| 02 – 06 أبريل 2008        | 13                 | إندونيسيا                | طواف جاوة الشرقية                 | قادر مزباني             | أحد كاظمي          | جاي كروفورد              |                    |
| 15 أبريل                  | 14                 | اليابان                  | Elite Road Asia Championships ITT | Eugen Wacker ‏           | Alexey Kolessov ‏   | يوكيا أراشيرو            |                    |
| 17 أبريل                  | 15                 | اليابان                  | Elite Road Asia Championships RR  | فومييوكي بيبو           | Temur Mukamedov ‏   | تاكاشي ميازاوا           |                    |
| 09 – 13 مايو 2008         | 17                 | إيران                    | International Presidency Tour     | أحد كاظمي               | مهدي سهرابي        | Mehdi Fahridi Kovij ‏     |                    |
| 09 – 11 مايو 2008         | 16                 | اليابان                  | طواف كومانو                       | Miyataka Shimizu ‏       | ساتوشي هايروز      | يوكيا أراشيرو            |                    |
| 18 – 25 مايو 2008         | 18                 | اليابان                  | طواف اليابان                      | كاميرون ماير            | جاي كروفورد        | Vincenzo Garofalo ‏       |                    |
| 21 – 29 مايو 2008         | 19                 | إيران                    | طواف إيران                        | حسين عسكري              | قادر مزباني        | أحد كاظمي                |                    |
| 21 يونيو – 04 يوليو 2008  | 20                 | كوريا الجنوبية           | طواف كوريا                        | سيرغي لاجوتين           | إريك هوفمان        | Christoph Meschenmoser ‏  |                    |
| 11 – 20 يوليو 2008        | 21                 | جمهورية الصين الشعبية    | طواف بحيرة تشينغهاي               | تايلر هاميلتون          | ماريك روتكيفيتش    | حسين عسكري               |                    |
| 13 – 22 يوليو 2008        | 22                 | روسيا                    | Way to Pekin                      | Sergey Firsanov ‏        | Petr Ignatenko ‏    | Alexey Gusev ‏            |                    |
| 19 – 20 يوليو 2008        | 23                 | ماليزيا                  | كأس محافظ ملاكا                   | مهدي سهرابي             | رافع الشتيوي       | Hossein Eslami ‏          |                    |
| 23 – 25 يوليو 2008        | 24                 | ماليزيا                  | طواف نيجري سمبيلان                | Vadim Shaekov ‏          | بن كينج            | مهدي سهرابي              |                    |
| 01 – 06 سبتمبر 2008       | 25                 | تايلاند                  | طواف تايلاند                      | Alex Coutts ‏            | إريك هوفمان        | Björn Papstein ‏          |                    |
| 11 – 15 سبتمبر 2008       | 26                 | اليابان                  | طواف هوكايدو                      | تاكاشي ميازاوا          | Joost van Leijen ‏  | Emmanuel Van Ruitenbeek ‏ |                    |

## وصلات خارجية
- الموقع الرسمي